# Dammkärret
Dammkärret är en sjö i Nyköpings kommun i Södermanland och ingår i Kilaåns huvudavrinningsområde. Sjön är 3,9 meter djup, har en yta på 0,0951 kvadratkilometer och är belägen 74,1 meter över havet. Sjön avvattnas av vattendraget Vretaån.

## Delavrinningsområde
Dammkärret ingår i det delavrinningsområde (651127-153587) som SMHI kallar för Utloppet av Dammkärret. Medelhöjden är 87 meter över havet och ytan är 0,74 kvadratkilometer. Räknas de 6 avrinningsområdena uppströms in blir den ackumulerade arean 13,49 kvadratkilometer. Vretaån som avvattnar avrinningsområdet har biflödesordning 2, vilket innebär att vattnet flödar genom totalt 2 vattendrag innan det når havet efter 42 kilometer. Avrinningsområdet består mestadels av skog (87 procent). Avrinningsområdet har 0,1 kvadratkilometer vattenytor vilket ger det en sjöprocent på 13 procent.